# デビッド・マルティネス
- ダビド・マルティネス

デビッド・ホセ・マルティネス（David José Martínez, 1987年8月4日 - ）は、ベネズエラ・スクレ州クマナ出身のプロ野球選手（投手）。右投右打。

## 経歴

### プロ入りとアストロズ時代
2005年3月3日にヒューストン・アストロズと契約してプロ入り。契約後、傘下のルーキー級ベネズエラン・サマーリーグ・アストロズでプロデビュー。12試合に登板して4勝0敗2セーブ・防御率1.29・17奪三振の成績を残した。
2006年もルーキー級ベネズエラン・サマーリーグ・アストロズでプレーし、17試合（先発5試合）に登板して5勝1敗6セーブ・防御率2.55・27奪三振の成績を残した。
2007年もルーキー級ベネズエラン・サマーリーグ・アストロズでプレーし、9試合（先発4試合）に登板して3勝1敗・防御率3.51・30奪三振の成績を残した。
2008年もルーキー級ベネズエラン・サマーリーグ・アストロズでプレーし、13試合（先発7試合）に登板して4勝3敗・防御率4.75・41奪三振の成績を残した。
2009年はアパラチアンリーグのルーキー級グリーンビル・アストロズでプレーし、22試合に登板して1勝4敗1セーブ・防御率4.50・25奪三振の成績を残した。
2010年はA-級トリシティ・バレーキャッツでプレーし、17試合（先発10試合）に登板しで5勝2敗・防御率3.02・57奪三振の成績を残した。
2011年はA級レキシントン・レジェンズでプレーし、37試合（先発5試合）に登板して5勝7敗2セーブ・防御率4.18・44奪三振の成績を残した。
2012年はA+級ランカスター・ジェットホークスでプレーし、27試合（先発26試合）に登板して9勝5敗・防御率4.38・114奪三振の成績を残した。
2013年はAA級コーパスクリスティ・フックスで開幕を迎え、26試合に登板し14勝2敗1セーブ・防御率2.02と好成績を残し、7月度の「Minor League Players of the Month」に選ばれた。8月にAAA級オクラホマシティ・レッドホークスへ昇格。3試合に登板し0勝2敗・防御率9.00だった。8月20日にメジャー初昇格を果たすと、翌21日のテキサス・レンジャーズ戦でメジャーデビュー。1点ビハインドの5回1死から2番手として登板し、2.2回を投げ1安打1失点1奪三振だった。8月26日のシカゴ・ホワイトソックス戦では2点リードの6回裏1死から登板したが、その回に3失点しブロウンセーブが記録された。直後の7回表に同点となり、そのまま8回裏で降板したが、9回表にマット・ドミンゲスが勝ち越しとなる2点本塁打を放ち、メジャー初勝利を挙げた。この年メジャーでは4試合に登板し1勝0敗・防御率7.15・奪三振の成績を残した。
2014年3月10日にAAA級オクラホマシティへ異動した。オフの11月3日にFAとなった。

### レンジャーズ傘下時代
2014年11月20日にレンジャーズとマイナー契約を結び、2015年のスプリングトレーニングに招待選手として参加することになった。
2015年は傘下のAA級フリスコ・ラフライダーズとAAA級ラウンドロック・エクスプレスでプレーし、2球団合計で49試合（先発2試合）に登板して3勝5敗22セーブ・防御率3.21・49奪三振の成績を残した。オフの11月7日にFAとなった。

### ツインズ傘下時代
2015年12月22日にミネソタ・ツインズとマイナー契約を結んだ。
2016年は傘下のAAA級ロチェスター・レッドウイングスでプレーし、19試合（先発6試合）に登板して1勝3敗・防御率6.23・41奪三振の成績を残した。7月7日に自由契約となった。

### タイガース傘下時代
2016年7月8日にデトロイト・タイガースとマイナー契約を結んだ。傘下のAA級エリー・シーウルブズでプレーし、13試合（先発5試合）に登板して2勝3敗・防御率5.62・34奪三振の成績を残した。オフの11月7日にFAとなった。

### アストロズ傘下時代
2017年4月5日にアストロズとマイナー契約を結んだ。この年はAAA級フレズノ・グリズリーズでプレーし、25試合（先発23試合）に登板して7勝12敗・防御率4.69・101奪三振の成績を残した。オフの11月6日にFAとなった。 

### 統一時代
2018年2月7日に中華職業棒球大聯盟（CPBL）の統一ライオンズと契約した。しかし、不振により8月16日に解雇された。

### 統一退団後
2019年からは母国ベネズエラのウィンターリーグ（LVBP）でプレー。2020年と2021年にはカリビアンシリーズにも出場している。
2022年7月3日にアメリカ独立リーグ・アトランティックリーグのスタテンアイランド・フェリーホークスに入団した。

## 詳細情報

### 年度別投手成績
| 年 度     | 球 団     | 登 板 | 先 発 | 完 投 | 完 封 | 無 四 球 | 勝 利 | 敗 戦 | セ 丨 ブ | ホ 丨 ル ド | 勝 率 | 打 者 | 投 球 回 | 被 安 打 | 被 本 塁 打 | 与 四 球 | 敬 遠 | 与 死 球 | 奪 三 振 | 暴 投 | ボ 丨 ク | 失 点 | 自 責 点 | 防 御 率 | W H I P |
| --------- | --------- | ----- | ----- | ----- | ----- | -------- | ----- | ----- | -------- | ----------- | ----- | ----- | -------- | -------- | ----------- | -------- | ----- | -------- | -------- | ----- | -------- | ----- | -------- | -------- | ------- |
| 2013      | HOU       | 4     | 0     | 0     | 0     | 0        | 1     | 0     | 0        | 0           | 1.000 | 52    | 11.1     | 16       | 1           | 3        | 0     | 0        | 6        | 1     | 1        | 11    | 9        | 7.15     | 1.68    |
| 2014      | HOU       | 3     | 0     | 0     | 0     | 0        | 0     | 0     | 0        | 0           | ----  | 28    | 7.0      | 5        | 1           | 2        | 0     | 0        | 6        | 0     | 0        | 4     | 4        | 5.14     | 1.00    |
| 2018      | 統一      | 17    | 16    | 0     | 0     | 0        | 4     | 6     | 0        | 0           | .400  | 359   | 75.2     | 105      | 10          | 28       | 0     | 5        | 53       | 6     | 0        | 69    | 65       | 7.73     | 1.76    |
| MLB：2年  | MLB：2年  | 7     | 0     | 0     | 0     | 0        | 1     | 0     | 0        | 0           | 1.000 | 80    | 18.1     | 21       | 2           | 5        | 0     | 0        | 12       | 1     | 1        | 15    | 13       | 6.38     | 1.42    |
| CPBL：1年 | CPBL：1年 | 17    | 16    | 0     | 0     | 0        | 4     | 6     | 0        | 0           | .400  | 359   | 75.2     | 105      | 10          | 28       | 0     | 5        | 53       | 6     | 0        | 69    | 65       | 7.73     | 1.76    |

- 2021年度シーズン終了時

### 背番号
- 54（2013年 - 2014年）
- 36（2018年）